# Rock slovène
Le rock slovène désigne le rock interprété par des groupes et artistes slovènes. Une scène locale de rock underground s'est développé vers la fin des années 1970 en république socialiste de Slovénie, qui faisait à l'époque partie de la république socialiste fédérale de Yougoslavie.

## Contexte historique

La Slovénie dans la Yougoslavie, avec ses frontières avec l'Autriche (au nord) et l'Italie (au nord-ouest)

La Slovénie, du fait de sa position géographique, était moins coupée de l'occident que les autres zones de la Yougoslavie, et bénéficiait d'un meilleur accès aux courants musicaux étrangers.

## Histoire
La scène du rock slovène est dominée par le groupe Laibach dans les années 1980, qui est maintenant très connu. Il existe aussi un autre groupe de rock/metal qui tente de s'internationaliser. Il s'agit de Siddharta, formé en 1995.
Dans l'ex-Yougoslavie, Ljubljana, était sa capitale rock. Borghesia est l’un des précurseurs de la scène électro Est-européenne et notamment en ex-Yougoslavie puisque le groupe s’est formé à la fin 1982 à Ljubljana, capitale de la Slovénie. Le groupe se compose au départ d’Aldo Ivancic et Dario Seraval pour qui ce n’est que le projet parallèle d’une troupe de théâtre FV112/15. Ils resteront les deux leaders charismatiques du groupe. Borghesia va permettre la structuration de la scène electro-rock dans la capitale slovène en obtenant auprès des autorités municipales la réquisition d’une caserne abandonnée. Le groupe atteint le succès avec la sortie de son album Ljubav je Hladnija Od Smirti en Italie.
Ce lieu, le Skuc Forum, deviendra une salle de concerts-performances, des locaux de répétition pour des groupes qui pourront y développer l’aspect visuel des performances scéniques. C’est là que Laibach débute à l’invitation d’Aldo, même si Borghesia dira se détacher plus tard de l’imagerie nationaliste et autoritariste véhiculée par Laibach, tout en récupérant leur bassiste pour la tournée européenne de 1992.
En France, en 2006, le label Basement Apes Industries importe Elodea, un quatuor de heavy metal slovène. La scène des années 2010 compte des groupes comme Kronika, Šah mat, Rock Prešern, Motorfire, et Top Stripper.

## Opposition politique
Le punk slovène est considéré par certains chercheurs comme une opposition politique majeure au régime Yougoslave.